# 丁子上
丁子上（1923年—），男，浙江缙云人，中国化工专家，曾任浙江大学教授、化工系副主任，中国硅酸盐学会常务理事。